# WWIII (KMFDM)
WWIII è il quattordicesimo album dei KMFDM, pubblicato nel 2003.

## Tracce
1. "WWIII" (Lucia Cifarelli/Jules Hodgson/Sascha Konietzko/Andy Selway) – 4:58
2. "From Here on Out" (Cifarelli/Hodgson/Konietzko/Selway) – 4:03
3. "Blackball" (Cifarelli/Hodgson/Konietzko/Selway/Raymond Watts) – 5:11
4. "Jihad" (Cifarelli/Hodgson/Konietzko/Selway) – 3:22
5. "Last Things" (Cifarelli/Hodgson/Konietzko/Selway) – 5:05
6. "Pity for the Pious" (Hodgson/Konietzko/Selway/Watts) – 5:51
7. "Stars & Stripes" (Cifarelli/Hodgson/Konietzko/Selway) – 4:00
8. "Bullets, Bombs & Bigotry" (Hodgson/Konietzko/Selway/Watts) – 4:19
9. "Moron" (Cifarelli/Hodgson/Konietzko/Selway) – 5:05
10. "Revenge" (Hodgson/Konietzko/Selway/Watts) – 5:08
11. "Intro" (Hodgson/Konietzko/Selway) – 4:36

## Formazione
- Sascha Konietzko – Loops, Sintetizzatore, Voce (1-5, 7-9, 11),  Basso (1, 2, 4, 6, 7, 9, 10)
- Jules Hodgson – Chitarra, Tastiere (1, 3, 5, 8-11), Basso (3, 5, 8), Sintetizzatore (1, 5), banjo (1), Pianoforte (6, 8), Batteria (11)
- Andy Selway – Batteria, Voce (11)
- Lucia Cifarelli – Voce (1-5, 7-11)
- Raymond Watts – Voce (2, 3, 6-8, 10, 11)
- Bill Rieflin – Batteria (11), Voce (11), Loops (4, 10)
- Cheryl Wilson – Voce (6, 10)
- Mona Mur (5)
- Curt Golden – Armonica (8)